# Corythornis
Corythornis (лат.) — род птиц семейства зимородковых. Распространены в Африке. 

## Состав рода
Международный союз орнитологов включает четыре вида:
- Corythornis cristatus — Малахитовый зимородок
- Corythornis leucogaster — Белобрюхий зимородок[2]
- Corythornis madagascariensis — Мадагаскарский лесной зимородок
- Corythornis vintsioides — Мадагаскарский зимородок[3]